# 多棱南蜥
多棱南蜥（学名：Eutropis multicarinata）又名多棱南蜥、多稜真稜蜥北方亞種，为石龙子科真稜蜥屬的爬行动物。分布于菲律宾、台灣等地，该物种的模式产地在菲律宾。其种加词“multicarinata”意为“多个棱脊”。

## 描述
體長大約9公分，全長可達22公分。背面體色褐色，體側有一由白色間隔的黑色縱帶，由鼻端延伸至尾巴基部。背部近尾巴有黑色斑點。腹部乳白色。

## 習性
日行性，以昆蟲及其他小型無脊椎動物為食，尾巴極易自割。卵生，每次可產下2到3枚卵。

## 棲地
台灣僅發現於蘭嶼，由菲律賓散佈而來。多發現於樹林邊緣，或小山、低地、山峽的路旁。

## 亚种
- 多棱南蜥北方亚种（学名：Mabuya multicarinata borealis），Brown et Alcala于1980年命名。分布于菲律宾、台灣等地。该物种的模式产地在菲律宾吕宋岛。[3]

## 保护
本种于2023年被收录入《有重要生态、科学、社会价值的陆生野生动物名录》。